# 장성호 (성우)
장성호(張星熩; 1973년 1월 9일~)는 대한민국의 남자 성우이다. 1996년 MBC에 입사, MBC 13기이다. 문화방송 성우극회 소속이다.

## 주요 출연작품

### 애니메이션
- 부메랑 파이터(MBC) - 포카드
- 용자지령 다그온(SBS) - 라이언 / 게드
- 유희왕(대원방송) - 카이바
- 지옥소녀(애니맥스) - 모토무라
- 데스노트(애니원) - 키다 / 남자2
- 몬스터(투니버스) - 학생1
- 나나(애니원) - 타카쿠라 쿄스케
- 명탐정 코난(투니버스, 애니맥스) - 황인준(투니버스) / 정태준(애니맥스)
- 천사가 될거야(애니원) - 철진
- 히트가이-J(애니원) - 마우로 / 키아 프리본 / 이안 / 페리스의 아버지
- 후르츠바스켓(애니원) - 송인영 / 신문배달부 / 수정이 할아버지 / 선생님 / 아저씨
- 프린세스 츄츄(애니원) - 카론
- 마징카이저(애니원) - 김 박사 / 단테
- 푸콘 가족(애니원) - 밥 선생님
- 헌터X헌터(애니원) - 히소카
- 헌터X헌터 리메이크(애니맥스) - 레이저
- 유희왕 GX(챔프) - 카이바
- 아이실드 21(챔프) - 하바시라 루이 / 쿠리타 아버지
- 조이드 와일드(대원방송) - 갤러거
- 칠칠단의 비밀(MBC)
- 메탈베이블레이드 제로G(재능TV)
- 마루코는 아홉살(애니맥스) - 담임선생님, 아몬
- 원피스 Original(대원방송) - 겟코 모리아

### 애니메이션 영화
- 헌터X헌터 극장판 팬텀루즈 - 히소카
- 헌터X헌터 극장판 더 라스트 미션 - 히소카

### 영화
- 풍운(MBC) - 흑보살
- 의뢰인(SBS)
- 폴리스 스토리(MBC) - 문경관(김흥현)
- 키스 더 걸(MBC)
- 프로젝트 B(MBC) - 일본 부영사관(가즈유키 츠무라)
- 블랙 라이온(MBC)
- 커럽터(SBS)
- 비욘드 사일런스(MBC)
- 아담스 패밀리2(MBC)
- 신투첩영(MBC)
- 캐스퍼와 웬디(MBC)
- 데스페라도(SBS) - 친구(스티브 부세미)
- 디레일드(MBC)
- 클루리스(MBC) - 엘튼(제레미 시스토)
- 마이너리티 리포트(SBS) - 월리(다니엘 런던)
- 인도차이나(MBC)
- 스타워즈 에피소드 5: 제국의 역습(MBC) - 니다(마이클 쿨버)
- 헨리 이야기(MBC) - 브루스(도널드 모팻)
- 론머맨(MBC)
- 황비홍2(MBC)
- 환생(MBC) - 더그(캠벨 스코트)
- 마르셀의 여름(MBC)
- 스트레이트 슈터(MBC)
- 007 옥토퍼시(MBC)
- 뮤리엘의 웨딩(MBC)
- 어느 멋진 날(MBC)
- 당신에게 일어날 수 있는 일(MBC)
- 에디(MBC)
- 라이징 선(MBC)
- 심판(SBS)
- 제르미날(MBC)
- 다운 투 유(SBS)
- 신용문객잔(MBC)
- 블루 스틸(SBS) - 강도(톰 시즈모어) / 유진의 변호사(리차드 젠킨스)
- 굿 나잇 앤 굿 럭(MBC) - 제시 주스머(테이트 도너번)
- 복제인간의 제국(MBC)
- 아라비아의 로렌스 그 후의 이야기(MBC)
- 캐리비안의 해적: 망자의 함(MBC) - 커틀렛 베켓(톰 홀랜더)
- 아이덴티티(SBS) - 검사보(맷 레처)
- 뱀파이어의 환생(MBC)
- 베리 배드 씽(SBS)
- 스톰 캐쳐(MBC)
- 토네이도(MBC) - 칼 짐머(해럴드 쉬럿)
- 올드 스쿨(SBS) - 마크(크레이그 킬본) 외
- 천녀유혼3(MBC)
- 인썸니아(SBS) - 찰리 니백(폴 둘리)
- 신 정무문 2(SBS) - 고기잡이(승은)
- 007 유어 아이스 온리 (MBC) - 조지 호 선원(코넬리우스 가렛)
- 스파이더맨: 파 프롬 홈 - 네드(제이컵 배털론) / 구터먼(니콜라스 글리베스)
- 스파이더맨: 노 웨이 홈 - 네드(제이컵 배털론) / 샌드맨(토머스 헤이든 처치)
- 토르: 라그나로크 - 그랜드마스터(제프 골드브럼)
- 닥터 스트레인지 - 케실리우스(매즈 미켈슨)
- 크림슨 타이드(MBC)
- 공군대전략(MBC)
- 히틀러의 부활(MBC)
- 인자무적(MBC)
- 여인의 향기(MBC)

### 외화
- 24(MBC) - 마틴 (루돌프 마틴)
- 동양특급 로형사(MBC)
- CSI 과학수사대(MBC) - 브루스
- CSI 뉴욕(MBC) - 애덤 로스 (A.J. 버클리)
- 종착역(MBC) - 우궈칭
- 대진제국(MBC) - 공자앙 (왕후이)
- 동자스님 소공공 (BTV)

### 교육
- Reading Master(튼튼영어)

### 게임
- 디아블로 III - 광분한 은둔자
- 용기전승 플러스 - 란돌
- 파랜드택틱스 3 : 전설을 계승하는 자 - 호프만 / 볼티노
- 용기전승 2 - 제이드 / 판프트
- 결전 - 사나다 마사유키 / 고토 마타베에
- 삼국지전기 2 - 손책
- 열혈강호 온라인 - 홍균
- 진 삼국무쌍 2 맹장전 - 원소
  - 진 삼국무쌍 3 - 원소 / 병사4 / 호위병
  - 진 삼국무쌍 3 맹장전 - 원소
  - 진 삼국무쌍 3 - 엠파이어스 - 원소
  - 진 삼국무쌍 4 - 원소 / 장보
  - 진 삼국무쌍 4 맹장전 - 원소 / 장보
- 삼국지전기 - 원소
- 삼국지 온라인

### 내레이션
- 상상재현! 원시인류의 발견 (NGC)
- 칼라하리의 벌꿀오소리 (NGC)
- 멸종위기의 호랑이 (NGC)
- 프리메이슨의 비밀 (NGC)
- 다큐프라임 <원시 고래잡이 마을 라마레라>(EBS)
- 과학 다큐 비욘드 <소행성이 온다> (EBS)

### 오디오드라마
- 궁(宮) (夜海) - 위지란
- 입술 (夜海) - 하선연
- Mayday Mayday Mayday (夜海) - 니콜라이
- 격발 (夜海) - 핸섬(지온후)
- 룰러바이 (ACO) - 루크 레너드
- walk on water (ACO) - 글렌맥퀸
- 적해도 (夜海) - 기현오
- 코드네임: 아나스타샤 (ACO) - 제냐